# NHL Winter Classic

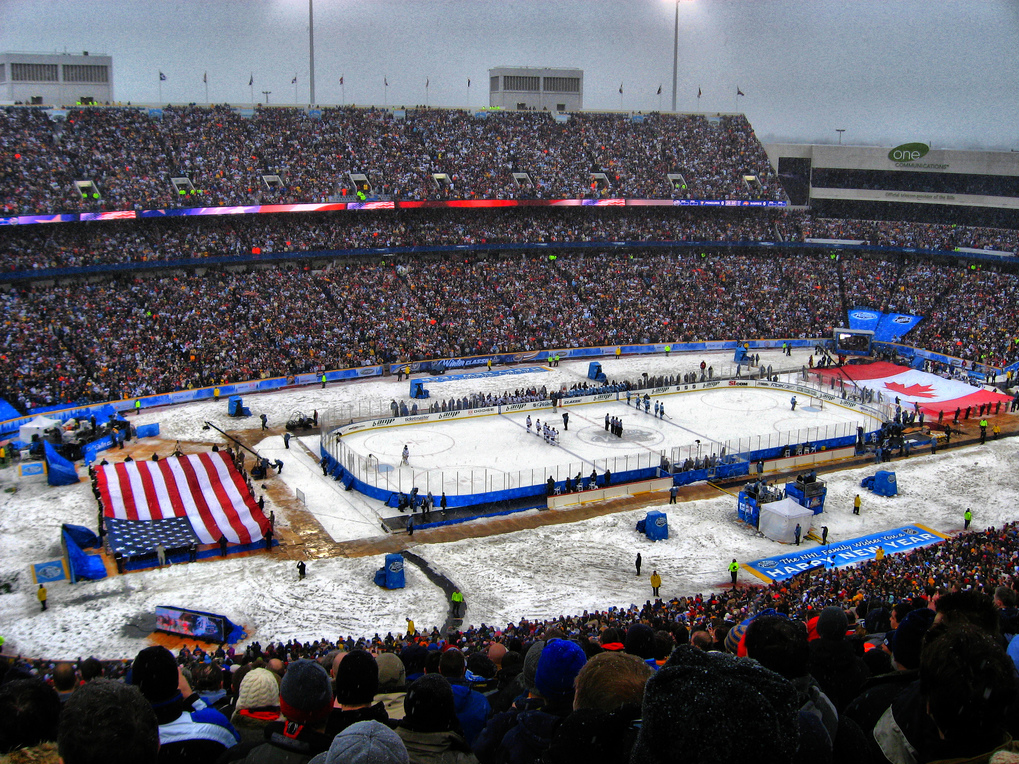
Das NHL Winter Classic 2008

Das NHL Winter Classic (aktuelle Sponsorbezeichnung: Bridgestone NHL Winter Classic) ist ein seit 2008 jährlich ausgetragenes Freiluft-Eishockeyspiel der National Hockey League, welches in der Regel am Neujahrstag stattfindet. Bei den Spielen handelt es sich um reguläre Saisonpartien, welche zwischen ausgewählten Mannschaften an ausgewählten Orten und mit an die Witterungsverhältnisse angepassten Regeln ausgetragen werden. Beide Mannschaften tragen bei diesen Spielen üblicherweise sogenannte Heritage-Trikots (traditionelles Design) und teilweise weitere Accessoires, die an die Ursprünge des Sports erinnern sollen (z. B. Wollmützen über dem Helm). Als Freiluft-Veranstaltung steht es in einer Reihe mit dem NHL Heritage Classic und der NHL Stadium Series.

## Geschichte

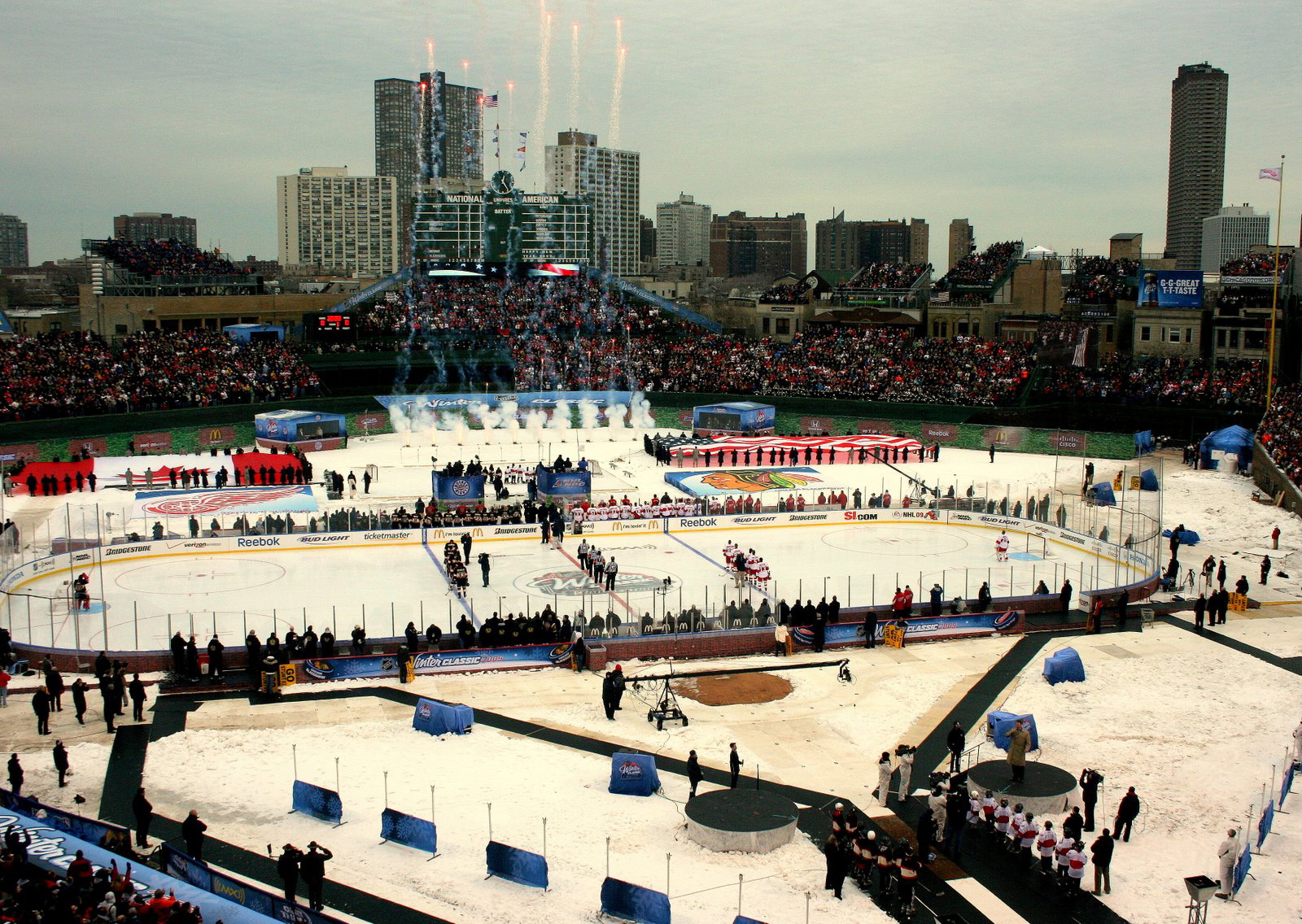
NHL Winter Classic 2009

Nachdem im Jahr 2001 bei einer Begegnung zwischen den Collegemannschaften der University of Michigan und der Michigan State University im Spartan Stadium in East Lansing ein neuer Zuschauerrekord für Eishockeyspiele aufgestellt wurde, beschloss die National Hockey League, 2003 erstmals ein reguläres Saisonspiel im Freien auszutragen. Die Partie fand als Heritage Classic am 22. November 2003 im Commonwealth Stadium in Edmonton, Alberta vor 57.167 Zuschauern statt. Bei −18 °C schlugen die Montreal Canadiens die Edmonton Oilers mit 4:3. Bereits am 27. September 1991 hatten die Los Angeles Kings und die New York Rangers vor 13.000 Zuschauern und über 26 °C ein Vorbereitungsspiel am Las Vegas Strip vor dem Caesars Palace ausgetragen. Es war das erste Freiluftspiel dieser Art der NHL.

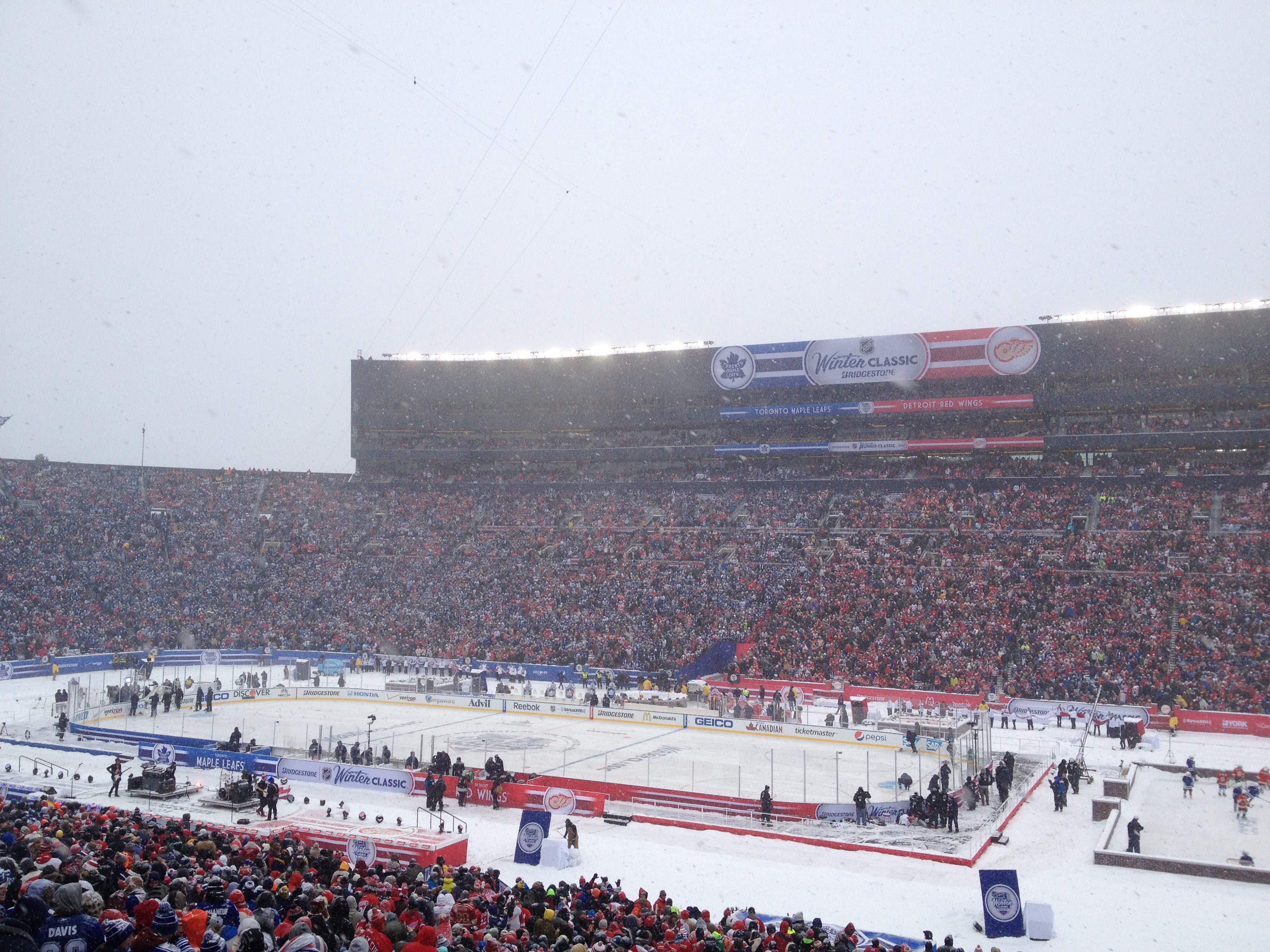
NHL Winter Classic 2014 vor Rekordkulisse

Ab 2008 fand jährlich am Neujahrstag eine reguläre NHL-Partie als NHL Winter Classic statt. Seine Premiere feierte die Veranstaltung 2008 im Ralph Wilson Stadium in Orchard Park, New York bei einer Begegnung zwischen den Buffalo Sabres und den Pittsburgh Penguins. Das Winter Classic 2013 musste wegen des Lockouts abgesagt werden. Es war geplant im 100.000 Zuschauer fassenden Michigan Stadium zwischen den Toronto Maple Leafs und Detroit Red Wings. Das Spiel wurde daher erst 2014 ausgetragen und war das erste Winter Classic mit kanadischer Beteiligung. Dabei wurde mit 105.491 Zuschauern ein neuer Rekord für ein Eishockeyspiel aufgestellt.
Das Winter Classic 2025 wurde erstmals nicht am Neujahrstag, sondern am Silvesterabend ausgetragen.

## Modus

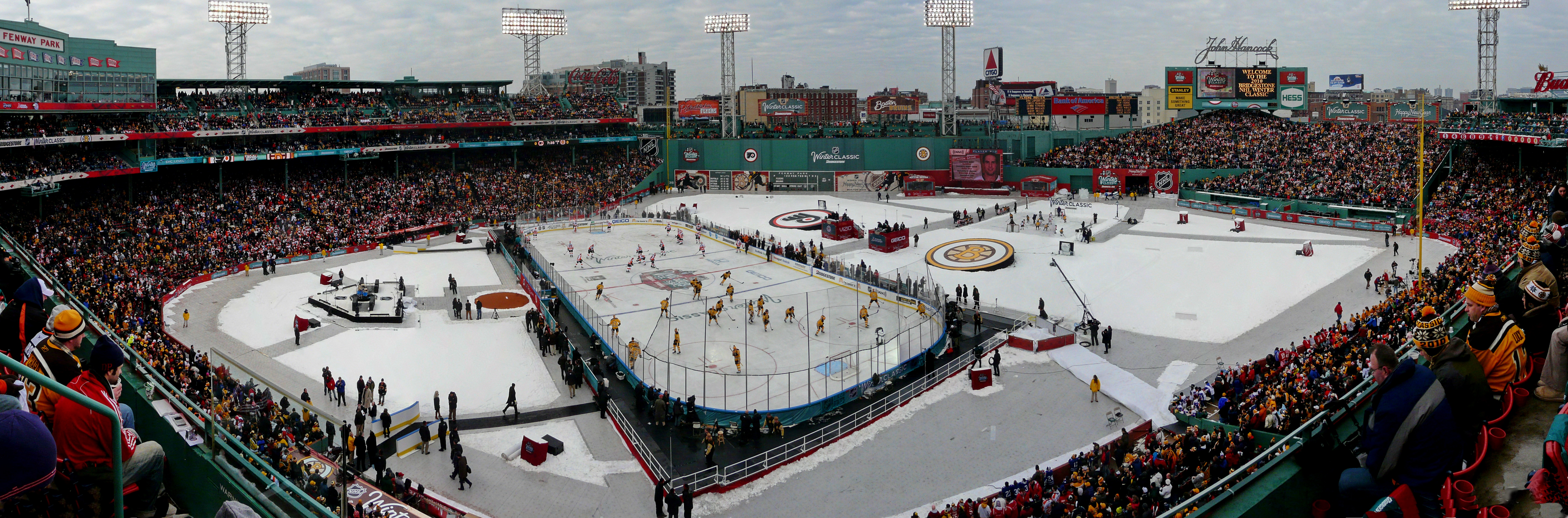
NHL Winter Classic 2010

Im Gegensatz zu den NHL-Spielen in der Halle ließ die Liga bei den Freiluftspielen einige kleinere Regeländerungen zu, damit für beide Mannschaften die Chancengleichheit bei widrigen Bedingungen gegeben ist. Durch den erwarteten Wind, wechseln die Mannschaften in der Regel nach der Hälfte des Schlussdrittels noch einmal die Seiten, sodass jedes Team jeweils 30 Minuten auf eines der beiden Tore spielte. In der fünfminütigen Overtime bedingt durch einen ausgeglichenen Spielstand nach 60 Minuten, wechseln beide Mannschaften nach zweieinhalb Minuten nochmals die Seiten. Beim Shootout, zu dem es bei einem Unentschieden nach der Overtime kommt, können die beiden Torhüter das zu verteidigende Tor selbst auswählen.

## Liste der Spiele
| Jahr     | Stadion              | Ort                        | Heimmannschaft      | Ergebnis | Gästemannschaft       | Zuschauer |
| -------- | -------------------- | -------------------------- | ------------------- | -------- | --------------------- | --------- |
| 2008     | Ralph Wilson Stadium | Orchard Park, New York     | Buffalo Sabres      | 1:2 SO   | Pittsburgh Penguins   | 71.217    |
| 2009     | Wrigley Field        | Chicago, Illinois          | Chicago Blackhawks  | 4:6      | Detroit Red Wings     | 40.818    |
| 2010     | Fenway Park          | Boston, Massachusetts      | Boston Bruins       | 2:1 OT   | Philadelphia Flyers   | 38.112    |
| 2011     | Heinz Field          | Pittsburgh, Pennsylvania   | Pittsburgh Penguins | 1:3      | Washington Capitals   | 68.111    |
| 2012     | Citizens Bank Park   | Philadelphia, Pennsylvania | Philadelphia Flyers | 2:3      | New York Rangers      | 46.967    |
| 2014 (1) | Michigan Stadium     | Ann Arbor, Michigan        | Detroit Red Wings   | 2:3 SO   | Toronto Maple Leafs   | 105.491   |
| 2015     | Nationals Park       | Washington, D.C.           | Washington Capitals | 3:2      | Chicago Blackhawks    | 42.832    |
| 2016     | Gillette Stadium     | Foxborough, Massachusetts  | Boston Bruins       | 1:5      | Canadiens de Montréal | 67.246    |
| 2017     | Busch Stadium        | St. Louis, Missouri        | St. Louis Blues     | 4:1      | Chicago Blackhawks    | 46.556    |
| 2018     | Citi Field           | New York City, New York    | Buffalo Sabres      | 2:3 OT   | New York Rangers (2)  | 41.821    |
| 2019     | Notre Dame Stadium   | Notre Dame, Indiana        | Chicago Blackhawks  | 2:4      | Boston Bruins         | 76.126    |
| 2020     | Cotton Bowl Stadium  | Dallas, Texas              | Dallas Stars        | 4:2      | Nashville Predators   | 85.630    |
| 2022 (3) | Target Field         | Minneapolis, Minnesota     | Minnesota Wild      | 4:6      | St. Louis Blues       | 38.519    |
| 2023     | Fenway Park          | Boston, Massachusetts      | Boston Bruins       | 2:1      | Pittsburgh Penguins   | 39.243    |
| 2024     | T-Mobile Park        | Seattle, Washington        | Seattle Kraken      | 3:0      | Vegas Golden Knights  | 47.313    |
| 2025     | Wrigley Field        | Chicago, Illinois          | Chicago Blackhawks  | 2:6      | St. Louis Blues       | 40.933    |
| 2026     | LoanDepot Park       | Miami, Florida             | Florida Panthers    | -:-      | New York Rangers      |           |